# ماریو خیلا
ماریو خیلا (اسپانیایی: Mario Gila‎؛ زادهٔ ۲۹ اوت ۲۰۰۰) بازیکن فوتبال اهل اسپانیا است که برای باشگاه لاتزیو بازی می‌کند.